# Tour de Hainan 2024
 (avril 2025).
La 15e édition du Tour de Hainan (officiellement Tour of Hainan, chinois simplifié : 环海南岛国际公路自行车赛 ; chinois traditionnel : 環海南島國際公路自行車賽 ; pinyin : Huán Hǎinán Dǎo Guójì gōnglù zìxíngchē sài ; litt. « Tour cycliste routier international de l'île de Haïnan ») a lieu du 27 au 31 août 2024 en Chine. La course fait partie du calendrier UCI ProSeries 2024, le deuxième niveau du cyclisme international, en catégorie 2.Pro.  
Le tour est remporté par le Néo-Zélandais Aaron Gate (Burgos BH)

## Présentation

### Parcours
La course se déroule sur l'île de Hainan, située en mer de Chine méridionale, au sud de la Chine, débute à Qionghai  et se termine à Sanya après cinq étapes et un total de 810,5 km.

### Équipes
| WorldTeam- Astana Qazaqstan Team ProTeams (5)- Burgos-BH - Corratec-Vini Fantini - Equipo Kern Pharma - VF Group-Bardiani CSF-Faizané - Team Novo Nordisk Équipes continentales (14)- Saint Michel-Mavic-Auber 93 - Team Medellín - Malaysia Pro Cycling - Parkhotel Valkenburg - Ferei Quick-Panda Podium Mongolia Team - Roojai Insurance - St George Continental Cycling Team - Tarteletto-Isorex - Terengganu Cycling Team - Bodywrap Men's Cycling Team - China Glory - Mentech Continental Cycling Team - Hengxiang Cycling Team - Li Ning Star - Hainan Wuzhishan Cycling Team |
| |

## Étapes
| Étape     | Date    | Villes étapes       | type            | Distance (km) | Vainqueur d'étape | Leader du classement général |
| --------- | ------- | ------------------- | --------------- | ------------- | ----------------- | ---------------------------- |
| 1re étape | 27 août | Qionghai – Qionghai | étape de plaine | 95,6          | Jakub Mareczko    | Jakub Mareczko               |
| 2e étape  | 28 août | Qionghai – Lingshui | étape vallonnée | 178,9         | Martin Laas       | Martin Laas                  |
| 3e étape  | 29 août | Lingshui            | étape vallonnée | 181,3         | Aaron Gate        | Aaron Gate                   |
| 4e étape  | 30 août | – Changjiang        | étape vallonnée | 151,3         | Aaron Gate        | Aaron Gate                   |
| 5e étape  | 31 août | Changjiang – Sanya  | étape vallonnée | 203,4         | Ivan Smirnov      | Aaron Gate                   |

## Classement général final
| \| Classement général \| Classement général \| Classement général \| Classement général \| Classement général \| \| Coureur \| Coureur \| Pays \| Équipe \| Temps \| \| ------------------ \| --------------------- \| ------------------ \| ----------------------------- \| ------------------ \| \| 1er \| Aaron Gate \| Nouvelle-Zélande \| Burgos-BH \| 18 h 33 min 57 s \| \| 2e \| Henok Mulubrhan \| Érythrée \| Astana Qazaqstan Team \| + 30 s \| \| 3e \| Filippo Magli \| Italie \| VF Group-Bardiani CSF-Faizanè \| + 33 s \| \| 4e \| Jordi López \| Espagne \| Equipo Kern Pharma \| + 35 s \| \| 5e \| Cristian Raileanu \| Roumanie \| Li Ning Star \| + 35 s \| \| 6e \| Álex Jaime \| Espagne \| Equipo Kern Pharma \| + 35 s \| \| 7e \| José Manuel Díaz \| Espagne \| Burgos-BH \| + 35 s \| \| 8e \| Alexandre Delettre \| France \| Saint Michel-Mavic-Auber 93 \| + 36 s \| \| 9e \| Lorenzo Quartucci \| Italie \| Team Corratec-Vini Fantini \| + 37 s \| \| 10e \| Jambaljamts Sainbayar \| Mongolie \| Burgos-BH \| + 37 s \| |                       |                  |                               |                  |
| |                       |                  |                               |                  |
| |                       |                  |                               |                  |
| Classement général |                       |                  |                               |                  |
| Coureur | Coureur               | Pays             | Équipe                        | Temps            |
| 1er | Aaron Gate            | Nouvelle-Zélande | Burgos-BH                     | 18 h 33 min 57 s |
| 2e | Henok Mulubrhan       | Érythrée         | Astana Qazaqstan Team         | + 30 s           |
| 3e | Filippo Magli         | Italie           | VF Group-Bardiani CSF-Faizanè | + 33 s           |
| 4e | Jordi López           | Espagne          | Equipo Kern Pharma            | + 35 s           |
| 5e | Cristian Raileanu     | Roumanie         | Li Ning Star                  | + 35 s           |
| 6e | Álex Jaime            | Espagne          | Equipo Kern Pharma            | + 35 s           |
| 7e | José Manuel Díaz      | Espagne          | Burgos-BH                     | + 35 s           |
| 8e | Alexandre Delettre    | France           | Saint Michel-Mavic-Auber 93   | + 36 s           |
| 9e | Lorenzo Quartucci     | Italie           | Team Corratec-Vini Fantini    | + 37 s           |
| 10e | Jambaljamts Sainbayar | Mongolie         | Burgos-BH                     | + 37 s           |